# Euchloe naina
Espèce
Euchloe naina  est un  insecte lépidoptère de la famille des Pieridae, de la sous-famille des Pierinae et du genre Euchloe.

## Dénomination
Euchloe naina a été nommé par Kozhanchikov en 1923.

### Nom vernaculaire
Euchloe naina se nomme Green Marble en anglais  .

### Sous-espèces
- Euchloe naina naina
- Euchloe naina jakutia (Back, 1990)
- Euchloe naina occidentalis (Verity, 1908)[1].

## Description
Ce papillon assez petit (son envergure varie de 30 à 36 mm) en majorité blanc présente sur le dessus à l'apex de l'aile antérieure une plage grise ponctuée de  blanc. Le revers de l'aile antérieure est blanc avec une tache noire et une plage verte à l'apex et celui de l'aile postérieure est presque totalement marbré de gris-vert.

## Biologie

### Période de vol et hivernation
Il vole en une seule génération en juin en Amérique du Nord, en juillet août en Asie,.
Il hiverne au stade de chrysalide, souvent plus d'une année.

### Plantes hôtes
Les plantes hôtes de la chenille sont des Sisymbrium, Descurainia sophioides.

## Écologie et distribution
Il est présent dans le nord-est de l'Asie, l'Altaï, le nord de la Mongolie, la Péninsule tchouktche. Il est présent en Amérique du Nord dans l'Alaska et le Yukon, au Canada,.

### Biotope
Il réside dans les montagnes inhabitées jusqu'à 2 800 mètres.

### Protection
Il n'y a pas de statut de protection particulier.